# Garfield Gets a Life
Garfield Gets a Life is de twaalfde en laatste halfuur durende tv-special gebaseerd op de strip Garfield. Veel fans vonden de special duidelijk minder dan de vorige en zagen hem dan ook meer als een verlengde aflevering van Garfield and Friends.
De special werd slechts 1 keer uitgezonden op 8 mei 1991. Wel is de special nu verkrijgbaar op de Garfield As Himself DVD.

## Samenvatting
Jon beseft dat hij nodig eens moet ontsnappen aan zijn saaie bestaan. Het enige dat hij nu doet is de scheuren in het plafond tellen en zijn sokken lade schikken. Hij gaat de stad in en probeert wanhopig indruk te maken op een paar mooie vrouwen, maar ze wijzen hem af. Op een nacht ziet hij op televisie een programma over “Lorenzo’s School For The Personality Impaired” en besluit ernaartoe te gaan. Hij ontmoet een dame genaamd Mona en begint vriendschap met haar zonder ook maar een van de op de school geleerde technieken te gebruiken.
Garfield realiseert zich dat Mona en Jons relatie elk moment kan uitdraaien op trouwen. En trouwen betekent kinderen. Bang dat hij vergeten zal worden probeert hij Jon te waarschuwen. Maar vervolgens raakt hij zelf ook al snel onder de indruk van Mona wanneer ze zijn rug krabt. Maar dan blijkt dat Mona allergisch is voor katten. Dus brengt Jon haar naar huis.

## Stemacteurs
| Acteur         | Personage                             |
| -------------- | ------------------------------------- |
| Lorenzo Music  | Garfield                              |
| Thom Huge      | Jon Arbuckle                          |
| Gregg Berger   | Odie / Stinky / omroeper              |
| Julie Payne    | meisje in bibliotheek / receptioniste |
| Frank Welker   | Lorenzo / Gunner                      |
| June Foray     | Mona / bibliotecaris                  |
| Kim Campbell   | vrouw aan wasautomaat                 |
| Kevin Campbell | Man #1                                |
| Gregg Berger   | Man #2                                |
| Thom Huge      | Ranger                                |
| Frank Welker   | omroeper in station                   |